# Ganeshidae
Ganeshidae is een familie van ribkwallen uit de klasse van de Tentaculata.

## Geslacht
- Ganesha Moser, 1907